# Avalon (Van der Roost)
Avalon is een compositie voor fanfareorkest van de Belgische componist Jan Van der Roost. Later werd door Johan Ferlin een bewerking voor harmonieorkest geschreven. Het werk is op cd opgenomen door het Nederlands Fanfare Orkest uit Oostzaan onder leiding van Jacob Slagter.